# Skemai
Skemai è una città del distretto di Rokiškis della contea di Panevėžys, nel nord-est della Lituania. Secondo un censimento del 2011, la popolazione ammonta a 685 abitanti.

## Storia
Si fa riferimento al maniero di Skemai per la prima volta nel XIX secolo (nel 1866 c'erano 270 abitanti).
Tra il 1954 e il 1963, nell’insediamento sono state costituite delle fattorie collettive. 
Di recente sono stati costruiti una biblioteca e un centro per anziani con una pietra miliare all’ingresso di ciascuno di essi. La popolazione è salita dagli iniziali 270 del 1866 ai 678 del 2001 nel giro di circa 150 anni.